# Harold Temperley
Harold Temperley (ur. 20 kwietnia 1879, zm. 11 lipca 1939) – brytyjski historyk. 
Od 1931 profesor historii najnowszej na Uniwersytecie w Cambridge. W I wojnie światowej służył w armii brytyjskiej (min. pod Gallipoli), a następnie został oddelegowany do ministerstwa wojny.

## Wybrane publikacje
- The life of Canning, (1905)
- History of Serbia (1917)
- Frederic the Great and Kaiser Joseph: An Episode of War and Diplomacy in the Eighteenth Century (1915)
- A history of the Peace Conference of Paris, (6 vols) 1920-24;
- The foreign policy of Canning, 1822-1827 (1925)
- British Documents on the Origins of the War, 1898-1914 (1926-1938) with George Peabody Gooch
  - I. The end of British isolation
  - II The Anglo-Japanese alliance and the Franco-British entente
  - III. The testing of the entente, 1904-6
  - IV The Anglo-Russian rapprochement, 1903-7
  - V. The Near East: The Macedonian problem and the annexation of Bosnia, 1903-9
  - VI Anglo-German tension: armaments and negotiation, 1907–12
  - VII The Agadir Crisis
  - VIII. Arbitration, neutrality and security
  - IX.1.The Balkan wars: The prelude. The Tripoli war
  - IX.2 The Balkan wars: The League and Turkey
  - X.1 The Near and Middle East on the eve of war
  - X.2 The last years of peace
  - XI The outbreak of war
- Europe in the Nineteenth Century (1927) with A. J. Grant
- England and the Near East: The Crimea (1936)
- The Foundation of British Foreign Policy (1938) with L. M. Penson
- A Century of Diplomatic Blue Books, 1814-1914 (1938) with L. M. Penson
- Diaries 1916-1939, edited by  T.G. Otte. Ashgate Publishing (An Historian in Peace and War: The Diaries of Harold Temperley) (2014) ISBN 0-7546-6393-0

## Publikacje w języku polskim
- Polityka, wojna i dyplomacja w epoce wiktoriańskiej, przeł. Jerzy Z. Kędzierski [w:] Współcześni historycy brytyjscy. Wybór z pism, oprac. i przedmową zaopatrzył Jerzy Z. Kędzierski, słowo wstępne G. P. Gooch, Londyn: B. Świderski 1963, s. 509-531.